# Economia de Belize

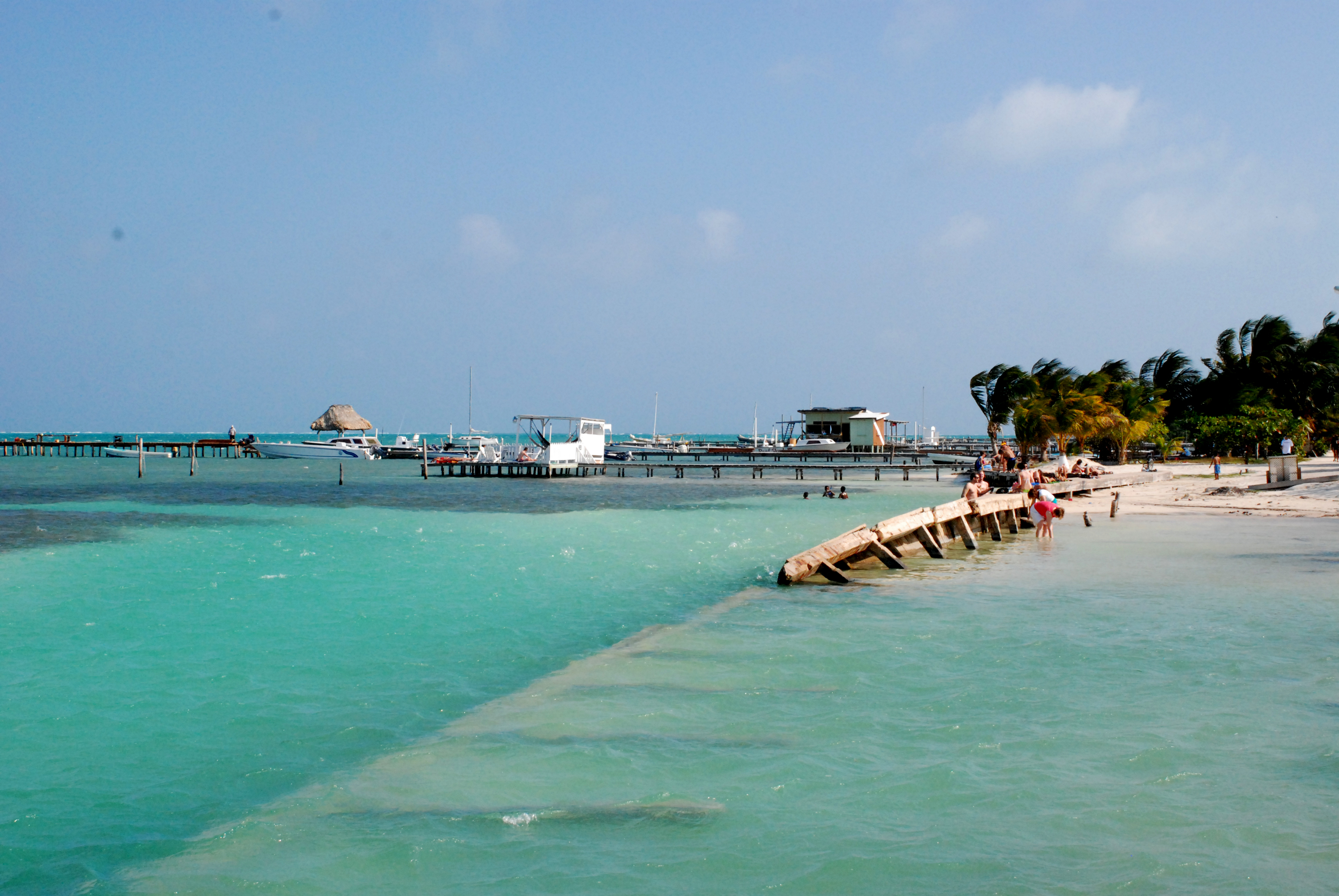
Praia de Belize, 2008.

A economia de Belize baseia-se principalmente na incorporação de empresas offshore, na agricultura, na indústria de base agrária e no merchandising, com o turismo (em especial as áreas ligadas ao mergulho) e a construção crescendo em relevância econômica nos últimos anos. O açúcar é o produto agrário mais importante e é responsável por quase metade das exportações, enquanto que a indústria da banana é o maior empregador do país. A produção de citrinos tem-se constituído numa indústria importante ao longo da estrada Hummingbird.
As políticas expansiva, monetária e fiscal do governo iniciadas em setembro de 1998, levaram a um crescimento do PIB de 6.4% em 1999 e de 10.5% em 2000. O crescimento regrediu para 3% em 2001 devido ao desaceleramento econômico global e a severos danos à agricultura, pescas e turismo provocados por furacões. As principais fontes de preocupação governamental continuam a ser o crescimento rápido do défice comercial e a dívida externa. Um objetivo-chave de curto prazo é a redução da pobreza com a ajuda de doadores internacionais.
Hoje em dia, há mais belizenhos vivendo fora do país (em especial nos Estados Unidos da América) do que no próprio Belize, e uma porção muito significativa do rendimento disponível do Belize provém das remessas desses imigrantes.

## Setor primário

### Agricultura
Belize produziu, em 2018, 1,7 milhões de toneladas de cana-de-açúcar, sendo fortemente dependente deste produto. Além da cana, o país produziu neste ano 100 mil toneladas de laranja, 80 mil toneladas de banana, 77 mil toneladas de milho, além de produções menores de outros produtos agrícolas como mamão, arroz e soja.